# Vetterhöhle
Die Vetterhöhle ist eine Karsthöhle auf der Schwäbischen Alb in der Nähe des Blautopfs bei Blaubeuren und Teil des Blauhöhlensystems.
Die Vetterhöhle wurde im Herbst 2006 mit der Blautopfhöhle verbunden. Somit gibt es nun einen trockenen Zugang zum Wolkenschloss der Blautopfhöhle.
Inwieweit sich diese Neuentdeckungen auf das kontrovers diskutierte Alter der Verkarstung der Schwäbischen Alb (vgl. hierzu Jochen Hasenmayers Theorie) auswirken, muss sich noch zeigen.

## Forschungsgeschichte

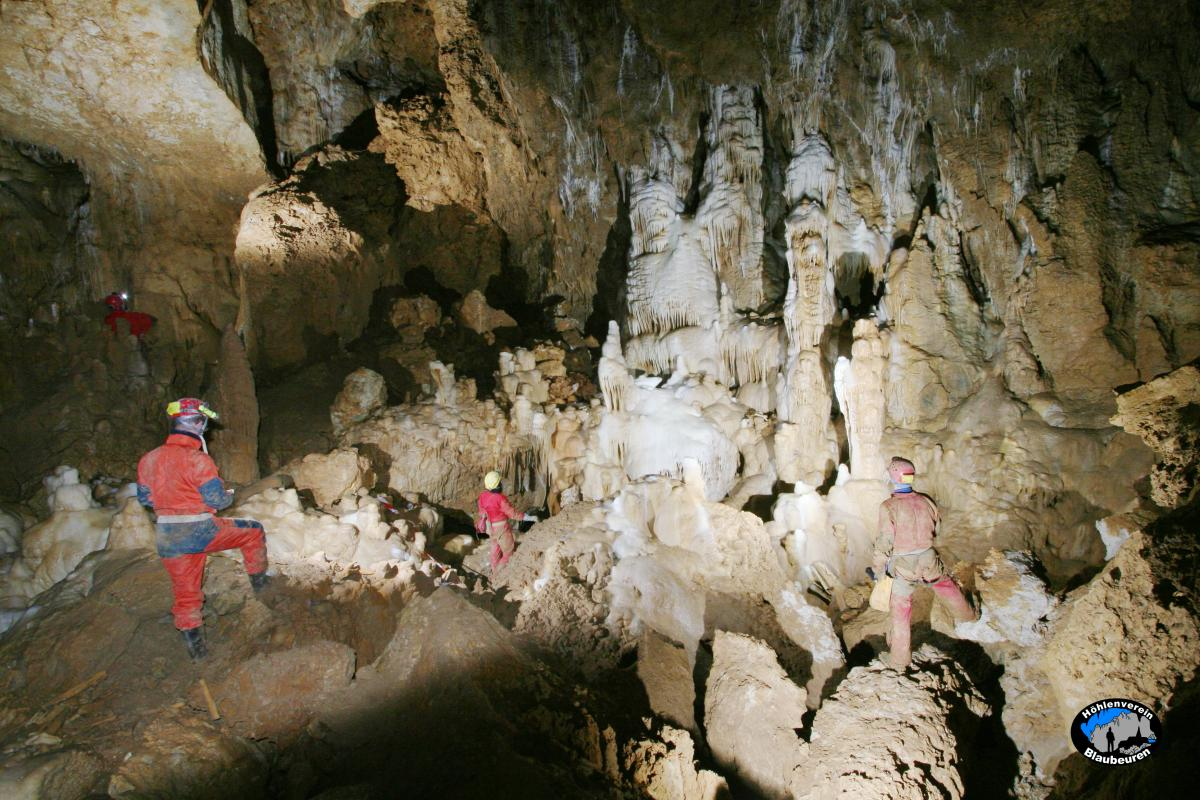
Drachenfelsgang in der Vetterhöhle

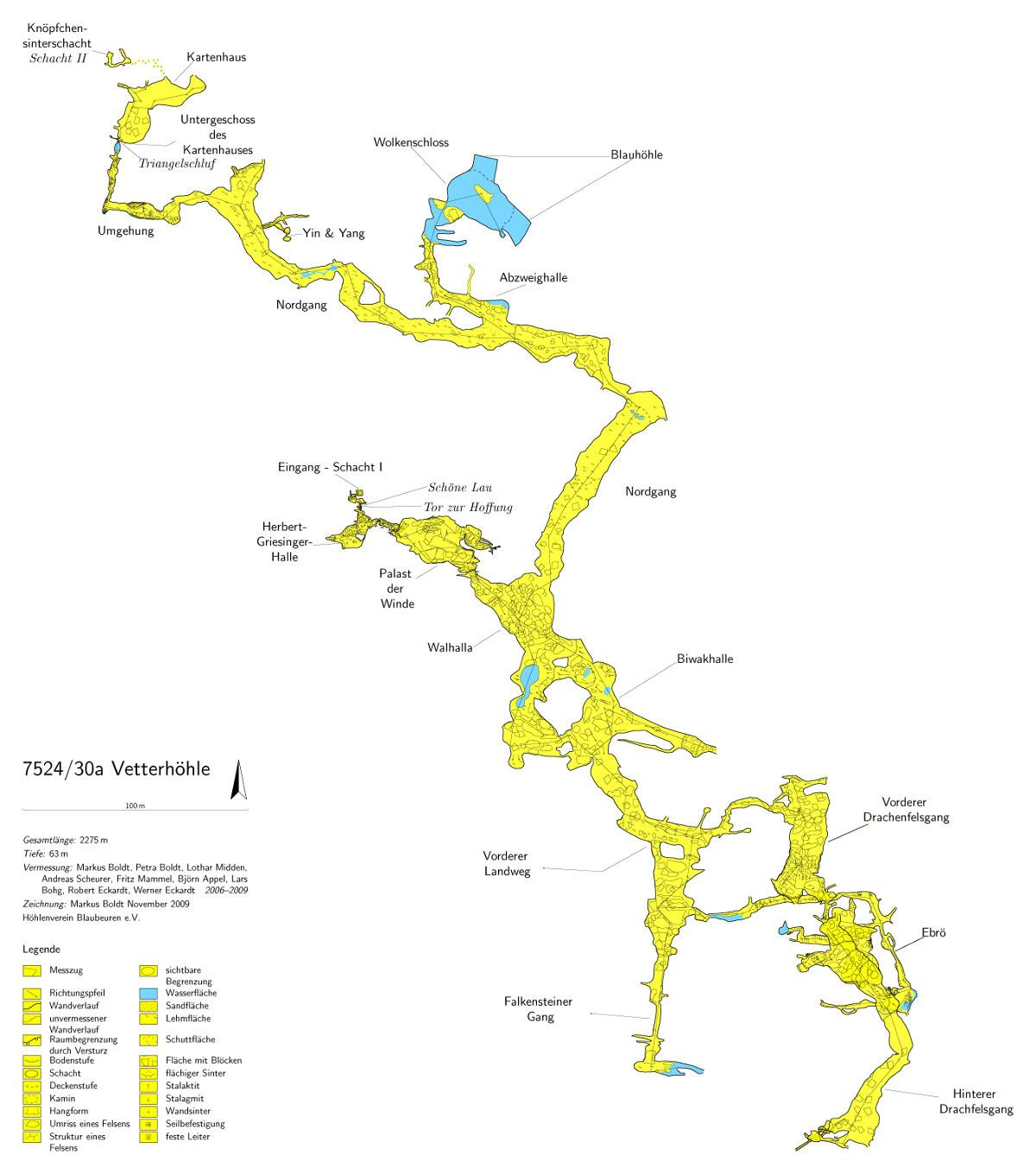
Plan der Vetterhöhle (Stand 2009)

Mitte der 1950er Jahre wurde der Blaubeurer Bürger Karl Vetter durch einen kalten Luftstrom auf eine mit Hangschutt verfüllte Karstspalte aufmerksam. Gemeinsam mit einigen Freunden grub er an dieser Stelle wenige Meter erfolglos in die Tiefe. Da schon damals ein Zusammenhang mit dem nahegelegenen Blautopf vermutet wurde, führten Anfang der 1960er Jahre einige Höhlenforscher um Manfred Keller einige Meter unterhalb der alten Grabungsstelle eine weitere, ebenfalls ergebnislose Grabung durch.
2002 begann die Arbeitsgemeinschaft Höhle und Karst Grabenstetten unter Einsatz bergmännischer Verbautechniken die
Karstspalte von ihrer Verfüllung zu befreien. Im Frühjahr 2006 wurden durch den so ergrabenen Zugangsschacht in 35 m Tiefe erstmals natürliche Hohlräume angefahren. In den Folgemonaten entdeckten die Höhlenforscher mehrere große Hallen, darunter die „Walhalla“ – mit einer Ausdehnung von 70 m Länge, 40 m Breite und 35 m Höhe einer der größten Karsthohlräume der deutschen Mittelgebirge. Teile der Höhle sind mit beachtlichen Sinterbildungen geschmückt.
Verlauf und Dimensionen der Höhlengänge untermauern die These, dass es sich bei der Vetterhöhle um einen alten, trocken gefallenen Ast des Blauhöhlensystems handelt.
Diese Verbindung zur Blautopfhöhle wurde im Herbst 2006 entdeckt, wie die „Arbeitsgemeinschaft Blautopf“ und die „Arbeitsgemeinschaft Höhle und Karst Grabenstetten“ am 5. Oktober 2006 bestätigten.
Januar 2008 bis Juli 2009 wurde am nördlichen Höhlenende ein weiterer Eingangsschacht gegraben, der einerseits einen dauerhaften Zugang für die Höhlenforschung gewährleisten soll und andererseits die Forschung in dem bislang schwer zugänglichen Bereich erleichtern wird.
Ab dem 23. November 2008 übernahm der neu gegründete „Höhlenverein Blaubeuren e.V.“ die Betreuung der Vetterhöhle.
Mitte November 2009 wurde vom Höhlenverein Blaubeuren in der Vetterhöhle ein drahtloses Telemetriesystem installiert. Es liefert jede halbe Stunde einen Messwert der Wasser- und Lufttemperatur an verschiedenen Stellen sowie den Wasserstand im Wolkenschloss und in der Abzweighalle. Die Daten werden von einer Außenstation, die drahtlos mit zwei Stationen in der Höhle verbunden ist, direkt über Mobilfunk an einen Internetserver weitergeleitet.
Der 2002 begonnene Entdeckerschacht wurde komplett mit Holzstämmen verbaut. Um Stabilitätsproblemen des Holzes zuvorzukommen, wurde 2011 mit der Planung eines neuen Schachtes begonnen und eine Hochfrequenz-Peilung zur genauen Lokalisierung durchgeführt. Die Grabung wurde mittels 18 Bohrungen mit je 10 cm Durchmesser in einem Kreis und zusätzlichen Schwächungsborungen in der Mitte bis zu einer Tiefe von 22 m vorbereitet. Ab August 2012 wurde der Schacht abgeteuft. Ein Kellergeschoss mit Deckel erleichtert den Einstieg und bietet Platz für Einbauten. Aufgrund der Gesteinsverhältnisse konnte die Grabung Ende 2017 mit dem Einbau eines Wickelfalzrohres mit 1,1 m Durchmesser und einer Leiter abgeschlossen werden. Der Entdeckerschacht wurde im Juli 2018 verschlossen und verfüllt.

## Schauhöhlenpläne

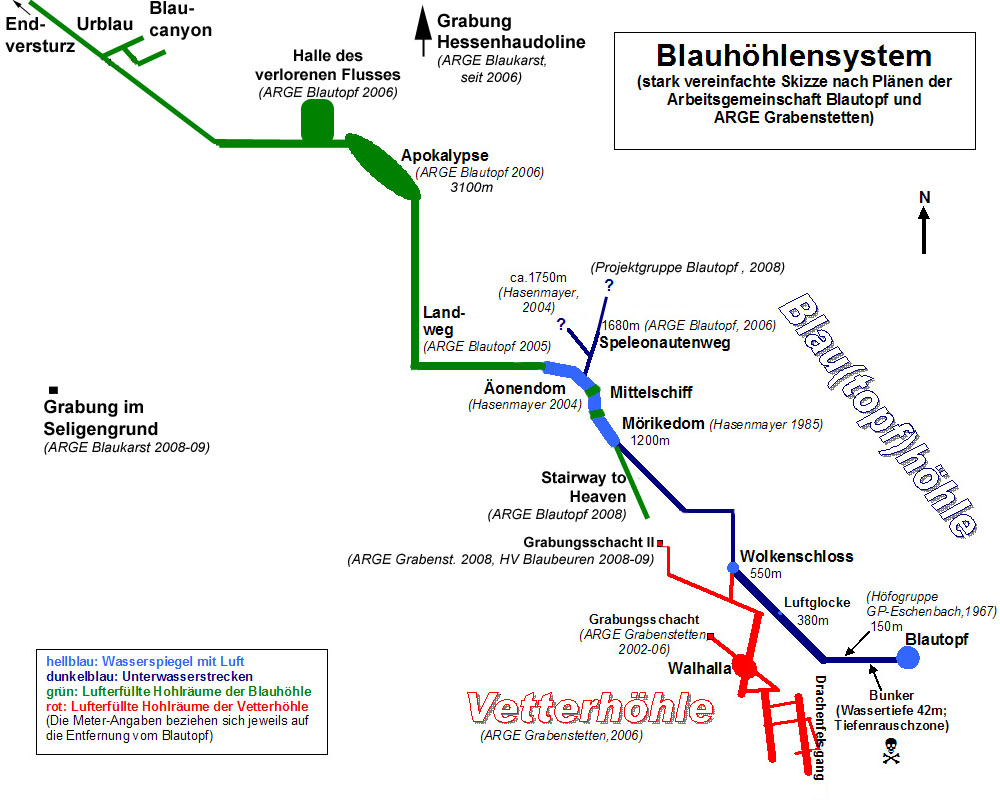
Planskizze des Blauhöhlensystems

Der Zugang zur Höhle ist für die Öffentlichkeit verschlossen, doch gab es Überlegungen von Seiten der Stadt Blaubeuren, Teile der Vetterhöhle für die Öffentlichkeit zugänglich zu machen. Anfang Juni 2008 beauftragte der Gemeinderat Blaubeuren ein Ingenieurbüro mit der Erstellung einer Machbarkeitsstudie zum Ausbau der Höhle mit Führungswegen und elektrischer Beleuchtung. 
Der Ausbau zur Schauhöhle wird nicht weiter verfolgt.